# Ira Magaziner
Ira Magaziner (New York City, 8 de novembro de 1947) é um cientista judeu americano.
Foi estudante activista na Brown University e consultor financeiro, posteriormente consultor do presidente Bill Clinton.